# وزارت ورزش و جوانان (سوریه)
وزارت ورزش و جوانان سوریه (به عربی: وزارة الشباب والرياضة السوریة) یک وزارت‌خانه از دولت سوریه است که در ۲۹ مارس ۲۰۲۵ تشکیل شد.